# 스위스식 당독소 다이어트
스위스식 당독소 다이어트는 체내 당독소(AGEs, Advanced Glycation End-products)를 줄이는 데 초점을 맞춘 건강관리 방법이다. 스위스의 전통적인 식습관과 현대 과학을 결합하여 개발되었으며, 당독소 축적으로 인한 비만, 염증, 대사 질환 등을 예방하고 개선하는 것을 목표로 한다.

## 상세
40-50대는 서구화된 식습관의 영향으로 체내 당독소 축적이 급격히 증가하는 시기로, 대사 저하와 염증 증가로 체중 관리와 건강 유지가 더욱 어려워진다. 이로 인해 비만, 만성 질환, 피부 노화 등의 문제가 나타나며 삶의 질이 저하될 위험이 크다.
스위스식 당독소 다이어트는 이러한 문제를 해결하기 위해 고안된 식이요법으로, 당독소 생성을 억제하고 축적된 당독소를 배출하며, 혈당과 혈중 렙틴 수치를 정상화하여 대사를 활성화한다. 이를 통해 과도한 식욕을 억제하고 자연스러운 체중 감량과 건강 개선을 돕는다. 스위스인의 당 섭취량이 매우 높은데 반해 비만율은 낮은 점에 착안하여 스위스 전통 식습관을 연구한 결과를 토대로 개발되었다.

## 당독소
당독소(AGEs, Advanced Glycation End-products)는 체내에서 당(Glucose)과 단백질 또는 지방이 결합해 생성되는 유해 물질이다. 주로 고온에서 조리된 음식(튀김, 구운 음식)이나 가공식품을 섭취할 때 체내에 축적되며, 연적인 대사 과정에서도 일부 생성된다. 당독소는 세포와 조직에 손상을 주며 다음과 같은 영향을 미친다.
- 대사기능 저하: 당독소는 세포의 정상적인 기능을 방해하고, 인슐린 저항성을 증가시켜 대사 속도를 느리게 한다.
- 염증 유발: 체내 염증 반응을 활성화하여 비만, 당뇨, 심혈관 질환과 같은 만성 질환의 위험을 높인다.
- 체중 감량 방해: 당독소는 체내 지방 분해를 어렵게 만들어, 운동과 식단 관리에도 체중이 줄지 않는 원인이 될 수 있다.
- 노화 가속화: 피부를 포함한 신체 조직의 탄력을 저하시키고 노화를 촉진한다.

당독소는 체내에서 자연적으로 배출되지만, 과도하게 축적될 경우 체중 관리와 건강에 부정적인 영향을 미친다. 스위스식 당독소 다이어트는 이러한 당독소를 개선한다.

## 특징
스위스식 당독소 다이어트는 스위스만의 전통적 역사와 과학적 접근법을 결합한 것이 특징이다. 이는 단순히 체중 감량을 위한 방법이 아니라, 염증을 줄이고 대사를 활성화해 전반적인 건강 개선을 목표로 하여 비만 치료제 시장에서 새롭게 주목받고 있다.
- 예르바 산타 허브: 예르바 산타(Yerba Santa)는 오랜 세월 동안 스위스 지역에서 약용 허브로 사용되어 왔다. "산타의 기적"이라 불릴 정도로 체내 해독과 치유에 탁월한 효과를 보여왔으며, 스위스에서는 전통적으로 예르바 산타를 차로 마시거나 음식을 조리할 때 첨가하는 방식으로 섭취해왔다. 이러한 식습관은 자연스럽게 당독소 생성을 억제하고 체내 건강을 유지하는 데 기여했다.
- 당독소 관리 효과: 예르바 산타에 함유된 플라보노이드와 항산화 성분은 체내 당독소 생성을 억제하고 이미 축적된 당독소를 분해하는 데 도움을 준다. 이는 세포 기능을 회복시키고 대사를 활성화해 지방 연소를 촉진하며, 적은 양의 식사로도 포만감을 느끼게 한다. 또한, 예르바 산타는 장 건강을 개선해 당독소 배출을 촉진하는 효과도 있다.

## 매커니즘

### 당독소 억제 및 배출
체내에서 당독소(AGEs)의 축적을 억제하고 이미 생성된 당독소를 효율적으로 배출하는 것이 스위스식 당독소 다이어트의 주요 목표다. 예르바 산타 허브는 강력한 항산화 성분을 통해 당독소의 형성을 막고, 항염증 효과로 체내 염증을 완화한다. 이를 통해 대사가 원활해지고, 비만과 관련된 만성 질환의 위험을 줄이는 데 기여한다.

### 혈당 감소
스위스식 당독소 다이어트는 혈당을 안정적으로 유지하여 인슐린 저항성을 개선한다. 플라보노이드와 폴리페놀 성분이 풍부한 식품은 장내 GLP-1 호르몬의 분비를 촉진하여 혈당을 낮추고, 에너지가 효율적으로 사용되도록 돕는다. 그 결과, 체중감량과 대사 건강이 개선된다.

### 렙틴 수치 감소
혈중 렙틴 수치는 체내 에너지 균형과 식욕 조절에 중요한 역할을 한다. 렙틴은 지방 세포에서 분비되는 호르몬으로, 정상적인 수치에서는 뇌의 시상하부에 신호를 보내 포만감을 느끼게 한다. 하지만 과도한 렙틴 수치(렙틴 저항성)는 이 신호 전달 과정을 방해하여 식욕 조절이 어려워지고 과식을 유발한다.
스위스식 당독소 다이어트는 항산화 성분과 건강한 식단을 통해 혈중 렙틴 수치를 정상화시키고 렙틴 저항성을 완화한다. 당독소가 줄어들면 염증 반응이 감소하여 렙틴의 신호 전달이 원활해지고, 이는 식욕이 정상적으로 돌아오는 결과로 이어진다.
이 과정을 통해 과식을 억제하고 지방 축적을 방지하며 체중 관리를 돕는다.
혈중 렙틴 수치는 체내 에너지 균형과 식욕 조절에 중요한 역할을 한다. 스위스식 당독소 다이어트는 항산화 성분과 규칙적인 식사 패턴을 통해 혈중 렙틴 수치를 감소시키고, 과도한 식욕을 억제한다. 이를 통해 지방 축적을 방지하고, 장기적인 체중 관리에 도움을 준다.